# Гершенфельд Михайло Костянтинович
Гершенфельд Михайло Костянтинович (21 березня 1880, Одеса — 16 березня 1939, Одеса) — український живописець, графік, театральний художник, критик, педагог.
Народився в Одесі. Навчався в Мюнхенській академії мистецтв, 1908 закінчив Школу витончених мистецтв у Парижі. Член французького Товариства незалежних художників і Міжнародного союзу художників і літераторів (Франція). Експонент паризьких салонів. У 1909 році повернувся до Одеси. Учасник Салонів В. Іздебського (1909/1910, 1911). З 1910 публікував статті в петербурзьких журналах «Маски», «Аполлон» та інших. 1913 року разом з В. Іздебським організував експериментальний театр «нової драми» в Одесі. Один із засновників і голова Товариства незалежних художників (Одеса, 1917—1920). Викладав живопис та історію мистецтва у багатьох навчальних закладах Одеси та Петрограда.
Роботи виставлені в Одеському художньому музеї.
Похований на Другому християнському кладовищі в Одесі.